# Wanda Pieniężna
Wanda Pieniężna, właśc. Kazimiera Wanda Dembińska (ur. 20 lutego lub 26 lutego 1897 w Żninie, zm. 25 stycznia 1967 w Olsztynie) – polska dziennikarka i działaczka społeczno-oświatowa oraz nauczycielka na Warmii i Mazurach, posłanka na Sejm PRL II kadencji (1957–1961) z ramienia Znaku.

## Życiorys
Urodziła się 20 lutego 1897 w Żninie, na terenie Prowincji Poznańskiej w zaborze pruskim, w rodzinie Konstantego i Konstancji z Tomaszewskich. Wykształcenie zdobyła w szkole niemieckiej w Żninie, po czym pracowała w Poznaniu w kancelarii prawniczej. W 1919 uczestniczyła w powstaniu wielkopolskim. Rok później wzięła udział w organizacji plebiscytu na Warmii i Mazurach jako pracownik Ministerstwa dla byłej dzielnicy pruskiej. Od tego czasu związała swe losy z Prusami Wschodnimi. Była przewodniczącą Komitetu Organizacyjnego Towarzystw Kobiecych i sekretarzem Polsko-Katolickiego Towarzystwa Szkolnego w Olsztynie. Była zatrudniona w konsulacie RP w Olsztynie.
Podczas II wojny światowej, w grudniu 1945, została aresztowana przez gestapo, uwięziona w Olsztynie, a następnie wywieziona do obozu koncentracyjnego Ravensbrück.
Po 1945 była sekretarzem i doradcą pierwszego wojewody olsztyńskiego. Próbowała powrócić do wydawania Gazety Olsztyńskiej, jednak władze PRL nie wydały na to zgody. Po odwilży październikowej weszła w skład Sejmu II kadencji, gdzie należała do Klubu Poselskiego „Znak”. Działała w Towarzystwa Łączności Polonii z Zagranicą.
Zmarła w Olsztynie. Została pochowana na cmentarzu komunalnym przy ul. Poprzecznej (kwatera 4A-R1-1).

## Rodzina
6 listopada 1920 wyszła za mąż za Seweryna Pieniężnego, wydawcę i redaktora naczelnego Gazety Olsztyńskiej. Mieli czwórkę dzieci: Konstantego (1921–1942); Ewę (1925–1998); Marię (1927–2013) i Halinę (1929–1945).

## Ordery i odznaczenia
- Order Orła Białego (pośmiertnie)
- Krzyż Wielki Orderu Virtuti Militari (pośmiertnie)
- Krzyż Kawalerski Order Odrodzenia Polski (1 czerwca 1945)[6]
- Złoty Krzyż Zasługi
- Srebrny Medal Zasłużonym na Polu Chwały (pośmiertnie)
- Krzyż Oświęcimski
- Wielkopolski Krzyż Powstańczy
- Medal Rodła

## Upamiętnienie
Od 1971 jest patronką jednej z olsztyńskich ulic. Jej nazwisko nosi również ulica w Żninie.